# Anthomyia diadema
Anthomyia diadema är en tvåvingeart som först beskrevs av Johann Wilhelm Meigen 1826.  Anthomyia diadema ingår i släktet Anthomyia och familjen blomsterflugor.
Artens utbredningsområde är Tyskland. Inga underarter finns listade i Catalogue of Life.